# 奥利弗·艾维森
奥利弗·艾维森（英語：Oliver R. Avison，韩语：／，1860年6月30日—1959年8月29日），加拿大医生、传教士、教育家，曾在近代韩国行医、传教、执教40余年，是世福兰斯医院和世福兰斯医学院（今延世大学医学院前身）的创始人，被誉为韩国现代医学的奠基人。

## 生平
1860年6月30日，奥利弗·艾维森出生于英国東北英格蘭约克郡哈德斯菲尔德，家中排行老三。1866年，艾维森随家人一起迁往加拿大安大略省布兰特福德，后于1869年搬至阿尔蒙特。阿尔蒙特地区高中毕业后，他在史密斯瀑布镇的一所公立学校执教一年，后入预科学校学习，并于1884年考入多伦多大学药学院。1887年，艾维森获药学学士学位，毕业后留校在多伦多大学药学院和医学院教书，1890年入医学院学习。
艾维森热衷于牧师工作。1885年，他在多伦多大学成立了基督教青年会，并任主席。此外，他还担任多伦多大学出版物《医学传教士》（Medical Missionary）的主编。受首位到韩国的美北长老会传教士安德伍德影响，艾维森也打算去韩国传教。在安德伍德的帮助下，他于1893年被任命为美北长老会赴韩医学传教士。1893年6月，艾维森携家人来到韩国釜山，同年8月达到漢城。起初，他在宫廷医院濟眾院工作，并被任命为高宗的太医。由于成功诊断出高宗漆器中毒，他备受高宗信任，也同时使西方现代医学在韩国得到官方的认可。

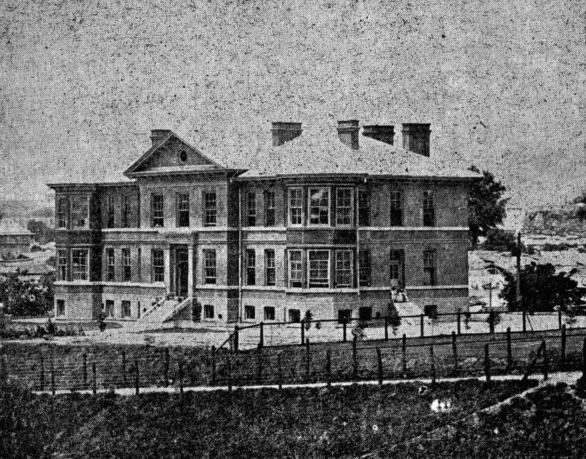
1904年竣工的世福兰斯医院

1899年，艾维森和夫人因身体不适而返回加拿大。在加拿大期间，他开始筹划在韩国建一所西式医院。他在纽约卡内基大厅参加教会外派大会时的发言，引起了观众席中美国富商路易斯·亨利·世福兰斯的注意，从而使他为建设医院获得了巨额捐款。艾维森回到韩国后旋即在首尔买地建医院。1904年9月3日，以赞助人名字命名的世福兰斯医院正式竣工。以世福兰斯医院为基础，艾维森还开始在韩国创建首座西式医学院（今延世大学医学院前身）。医院兴建期间，他就开始组织人将英文医学教科书翻译成韩文。在他的努力下，世福兰斯医院培养出韩国首批具有行医执照的西医大夫。他的这种通过医院为当地培养医生的做法在当时很具革命性。世福兰斯医院也因此被誉为韩国现代医学的摇篮。
1935年12月6日，在韩国行医、教学40余载的艾维森退休，去往美国佛罗里达。1956年8月28日，艾维森去世。

## 影响

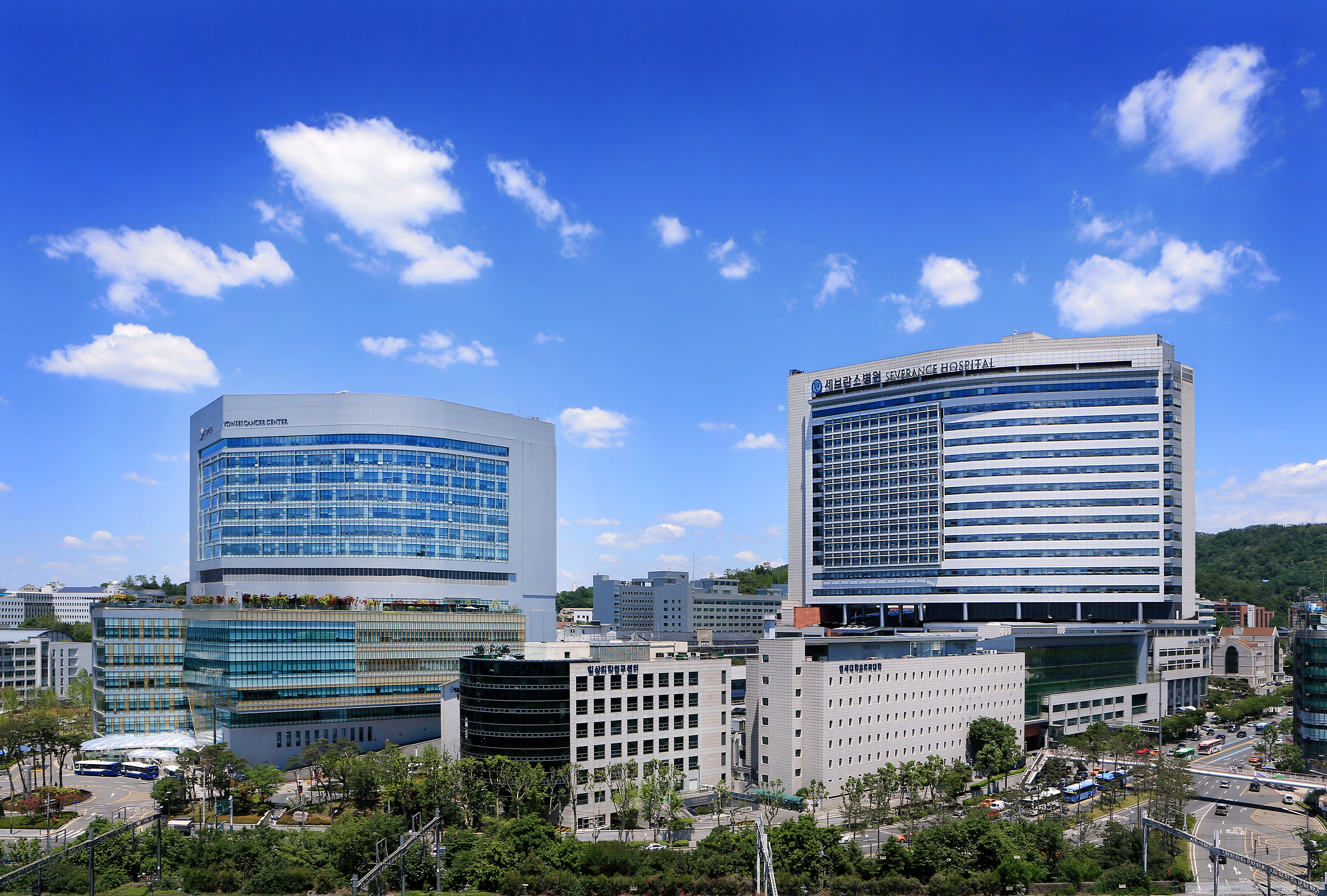
昔日的世福兰斯医院已发展成为韩国综合医院

艾维森被认为是韩国现代医学的奠基人。基督教传教士在20世纪所建的医院大多数都已经不复存在，而艾维森创建的世福兰斯医院却依然蓬勃发展，成为世界医学传教领域的知名机构。世福兰斯医院的建成为现代西方医学在韩国的传播提供了基石，并在艾维森的努力下为韩国培养出无数的医务人员。世福兰斯医学院创建的50年后，韩国已经由原来需要医生传教士支援的国家转变成为对外输出医生传教士的国家。

## 家庭
艾维森与他的首任妻子珍妮·巴恩斯（Jennie Barnes）在加拿大史密斯瀑布镇相识，1885年7月28日结婚。1893年7月，两人一同前往韩国，直至1934年两人被日本人驱逐。1936年9月15日，珍妮在美国佛罗里达去世。1943年，艾维森与第二任妻子阿格尼斯·格特鲁德·波普（Agnes Gertrude Pope）结婚。
- 次子：道格拉斯·艾维森（1893-1954），传教士，葬于韩国首尔杨花津外国人墓园
- 四子：戈登·艾维森（1915-1939），传教士